# آگوستوس بیبی
آگوستوس بیبی (انگلیسی: Augustus Beeby؛ ۲۴ ژانویه ۱۸۸۹ – ۱۹۷۴ (۸۴−۸۵ سال)) بازیکن فوتبال اهل بریتانیا بود.
از باشگاه‌هایی که در آن بازی کرده‌است می‌توان به باشگاه فوتبال ترانمره راورز، باشگاه فوتبال منچستر سیتی، و باشگاه فوتبال لیورپول اشاره کرد.